# Edith Krüger
Edith Krüger (* 15. März 1913 in Eberswalde; † 1. November 1988 in Bremerhaven (?)) war eine deutsche Politikerin und Mitglied der Bremischen Bürgerschaft (SPD).   

## Biografie
Krüger war als Angestellte bei der Sparkasse Bremerhaven tätig.
Sie war schon seit 1931 Mitglied in der SPD und war in verschiedenen Funktionen aktiv. Sie war für die SPD-Bremerhaven von 1955 bis 1963 in der 4. und 5. Wahlperiode acht Jahre lang Mitglied der Bremischen Bürgerschaft und in der Bürgerschaft in verschiedenen Deputationen u. a. für Justiz und Gesundheit tätig.